# فضانورد (ترانه)
«فضانورد» (انگلیسی: The Astronaut) ترانه‌ای از خواننده و ترانه‌پرداز اهل کره جنوبی، جین از گروه بی‌تی‌اس است. این ترانه در ۲۸ اکتبر ۲۰۲۲ به عنوان نخستین تک‌آهنگ انفرادی جین منتشر شد. این ترانه در مورد احساس و علاقهٔ جین در رابطه با طرفدارانش است.

## گواهی‌نامه‌ها و فروش‌ها
| منطقه                             | گواهی  | واحد گواهی‌شده/فروش |
| --------------------------------- | ------ | ------------------ |
| ژاپن (آرآی‌ای‌جی)                   | طلا    | ۱۷۱٬۳۳۰            |
| کره جنوبی (گائون)                 | میلیون | 0^                 |
| ایالات متحده                      | —      | ۴۴٬۰۰۰             |
| ^ رقم توزیع تنها بر پایهٔ گواهی‌ها. |        |                    |

## تاریخچه انتشار
| منطقه        | تاریخ         | فرمت(ها)                   | ناشر           | منابع       |
| ------------ | ------------- | -------------------------- | -------------- | ----------- |
| کره جنوبی    | ۲۸ اکتبر ۲۰۲۲ | سی‌دی دانلود دیجیتال استریم | بیگ هیت میوزیک | [ ۵ ]       |
| مختلف        | ۲۸ اکتبر ۲۰۲۲ | سی‌دی دانلود دیجیتال استریم | بیگ هیت میوزیک | [ ۶ ] [ ۷ ] |
| ژاپن         | ۶ نوامبر ۲۰۲۲ | سی‌دی                       | بیگ هیت میوزیک | [ ۸ ]       |
| اروپا        | ۲ دسامبر ۲۰۲۲ | سی‌دی                       | بیگ هیت میوزیک | [ ۹ ]       |
| ایالات متحده | ۲ دسامبر ۲۰۲۲ | سی‌دی                       | بیگ هیت میوزیک | [ ۱۰ ]      |